# Qazybek Bī Aūdany
Qazybek Bī Aūdany är ett distrikt i Kazakstan.   Det ligger i oblystet Qaraghandy, i den östra delen av landet, 400 km öster om huvudstaden Astana.